# Lisa Barbelin
Lisa Barbelin (10 aprile 2000) è un'arciera francese specialista dell'arco ricurvo. 
Ha partecipato alle Olimpiadi di Tokyo del 2020 e a quelle di Parigi del 2024, dove ha vinto la medaglia di bronzo nella gara individuale femminile, prima donna francese a salire sul podio in questa gara.
Ha vinto la gara individuale ai Campionati europei di tiro con l'arco 2021 e ai Campionati europei di tiro con l'arco indoor 2022. In precedenza ha vinto numerose medaglie ai Campionati mondiali giovanili di tiro con l'arco e ha vinto medaglie di bronzo nelle Coppe del mondo di tiro con l'arco 2019 e 2022. Nel giugno 2021 è stata la giocatrice numero uno al mondo.

## Carriera sportiva
Barbelin si è formata presso la Société de tir de Dieuze a Dieuze in Mosella ed è tesserata presso Les Archers riomois ad Auvergne.
Ha gareggiato alla European Junior Archery Cup 2017, classificandosi terza nella gara individuale a Maratona, in Grecia, e seconda nelle gare individuali e a squadre a Parenzo, in Croazia. Nello stesso anno è arrivata terza anche nella gara a squadre ai Campionati mondiali giovanili di tiro con l'arco.
Ha fatto parte della squadra francese che è arrivata terza nella gara a squadre della Coppa del mondo di tiro con l'arco 2019 a Medellín, in Colombia. Nello stesso anno ha gareggiato ai Campionati mondiali giovanili di tiro con l'arco, classificandosi seconda nella gara a squadre.
Nel febbraio 2020 ha vinto la selezione per entrare a far parte della squadra olimpica femminile francese.
Nel giugno 2021, Barbelin ha vinto la gara individuale ai Campionati europei di tiro con l'arco di Antalya. È stata la prima donna francese a vincere un campionato europeo di tiro con l'arco dai tempi di Bérengère Schuh nel 2008 La vittoria l'ha portata a diventare l'arciera numero uno del ranking mondiale e a qualificarsi per la gara individuale femminile alle Olimpiadi di Tokyo del 2020, anche se ha mantenuto la posizione per appena un mese, superata dall'indiana Deepika Kumari. Alle Olimpiadi Barbelin si è piazzata 13ª nella classifica del ranking round ed è stata eliminata agli ottavi.
Più tardi nel corso dell'anno, Barbelin ha fatto parte della squadra francese che è arrivata terza nella gara a squadre femminile ai Campionati mondiali di tiro con l'arco 2021
Ha vinto la medaglia d'oro nella gara individuale femminile ai Campionati europei di tiro con l'arco indoor 2022 svoltisi a Laško, in Slovenia. Ha fatto parte della squadra francese che è arrivata seconda nella gara femminile ai Giochi europei del 2023 di Cracovia
Ai Campionati europei di tiro con l'arco del 2024 Barbellin è arrivata terza nella gara individuale e faceva parte del team francese che ha vinto la competizione a squadre femminile.
Ha partecipato alle Parigi del 2024, gareggiando nella gara a squadre femminile, dove il team francese stato eliminato dai Paesi Bassi agli ottavi di finale. Nella gara individuale femminile in fase di qualificazione si è piazzata in trentesima posizione, tuttavia ha iniziato una buona progressione negli incontri ad eliminazione fino ad arrivare in semifinale, dove è stata superata dalla coreana Nam Su-hyeon. Nella finale per il terzo posto ha battuto la coreana Jeon Hun-young divenendo la prima donna francese a vincere una medaglia olimpica nell'individuale.

## Vita privata
Lisa Barbelin studia chimica alla Sorbona. È fidanzata con l'arciere francese e campione olimpico Thomas Chirault ed entrambi hanno gareggiato alle Olimpiadi di Parigi del 2024.

## Palmarès
- Giochi olimpici

 Bronzo nella gara individuale femminile a Parigi 2024
- Campionati mondiali di tiro con l'arco

 Bronzo nella gara a squadre femminile a Yankton 2021
 Argento nella gara a squadre femminile a Berlino 2023
- Giochi europei

 Argento nella gara a squadre femminile a Kraków Małopolska 2023
- Campionati europei di tiro con l'arco

 Oro nella gara individuale ad Antalya 2021
 Oro nella gara a squadre femminile a Essen 2024
 Bronzo nella gara individuale a Essen 2024